# Olympische Winterspiele 2018/Eisschnelllauf – 500 m (Männer)
Die 500 m Eisschnelllauf der Männer bei den Olympischen Winterspielen 2018 wurden am 19. Februar 2018 im Gangneung Oval ausgetragen. Olympiasieger wurde der Norweger Håvard Holmefjord Lorentzen, der mit einer Zeit von 34,41 Sekunden einen neuen olympischen Rekord aufstellte. Silber ging an Cha Min-kyu aus Südkorea vor dem Chinesen Gao Tingyu, der Bronze gewann.

## Bestehende Rekorde

### 500 m (1 Lauf)
| Weltrekord         | Pawel Kulischnikow ( Russland)           | 33,98 s | Salt Lake City | 20. November 2015 |
| Olympischer Rekord | Casey FitzRandolph ( Vereinigte Staaten) | 34,42 s | Salt Lake City | 11. Februar 2002  |

### 500 m (2 Läufe)
| Weltrekord         | Jeremy Wotherspoon ( Kanada)             | 68,31 s | Salt Lake City | 16. November 2013 |
| Olympischer Rekord | Casey FitzRandolph ( Vereinigte Staaten) | 69,23 s | Salt Lake City | 11. Februar 2002  |

### Neue Rekorde
| Olympischer Rekord | Håvard Holmefjord Lorentzen ( Norwegen) | 34,41 s | 19. Februar 2018 |

## Ergebnisse
| Rang | Name                        | Land                | Zeit (s) | Anmerkungen           |
| ---- | --------------------------- | ------------------- | -------- | --------------------- |
| 1    | Håvard Holmefjord Lorentzen | Norwegen            | 34,41    | OR, TR                |
| 2    | Cha Min-kyu                 | Südkorea            | 34,42    |                       |
| 3    | Gao Tingyu                  | Volksrepublik China | 34,65    |                       |
| 4    | Mika Poutala                | Finnland            | 34,68    |                       |
| 5    | Daichi Yamanaka             | Japan               | 34,78    |                       |
| 6    | Jōji Katō                   | Japan               | 34,831   |                       |
| 7    | Ronald Mulder               | Niederlande         | 34,839   |                       |
| 8    | Nico Ihle                   | Deutschland         | 34,89    |                       |
| 9    | Kai Verbij                  | Niederlande         | 34,90    |                       |
| 10   | Jan Smeekens                | Niederlande         | 34,930   |                       |
| 11   | Alex Boisvert-Lacroix       | Kanada              | 34,934   |                       |
| 12   | Kim Jun-ho                  | Südkorea            | 35,01    |                       |
| 13   | Artur Waś                   | Polen               | 35,02    |                       |
| 14   | Tsubasa Hasegawa            | Japan               | 35,08    |                       |
| 15   | Mitchell Whitmore           | Vereinigte Staaten  | 35,13    |                       |
| 16   | Mo Tae-bum                  | Südkorea            | 35,154   |                       |
| 17   | Gilmore Junio               | Kanada              | 35,158   |                       |
| 18   | Laurent Dubreuil            | Kanada              | 35,16    |                       |
| 19   | Pekka Koskela               | Finnland            | 35,192   |                       |
| 20   | Pedro Causil                | Kolumbien           | 35,196   |                       |
| 21   | Daniel Greig                | Australien          | 35,22    |                       |
| 22   | Ihnat Halawazjuk            | Belarus             | 35,22    |                       |
| 23   | Jonathan Garcia             | Vereinigte Staaten  | 35,23    |                       |
| 24   | Stanislav Palkin            | Kasachstan          | 35,33    |                       |
| 25   | Artjom Krikunow             | Kasachstan          | 35,34    |                       |
| 26   | Kimani Griffin              | Vereinigte Staaten  | 35,38    |                       |
| 27   | Yang Tao                    | Volksrepublik China | 35,41    |                       |
| 28   | Henrik Rukke                | Norwegen            | 35,500   |                       |
| 29   | Joel Dufter                 | Deutschland         | 35,506   |                       |
| 30   | Mirko Giacomo Nenzi         | Italien             | 35,51    |                       |
| 31   | Xie Jiaxuan                 | Volksrepublik China | 35,545   |                       |
| 32   | Mathias Vosté               | Belgien             | 35,546   |                       |
| 33   | Piotr Michalski             | Polen               | 35,64    |                       |
| 34   | Sung Ching-yang             | Chinesisch Taipeh   | 35,86    |                       |
| 35   | Roman Kretsch               | Kasachstan          | 35,92    |                       |
| 36   | Artur Nogal                 | Polen               | 58,71    | Sturz mit Zieleinlauf |